# Chiesa di San Zeno (Tenno)
La chiesa di San Zeno è la parrocchiale a Cologna, frazione di Tenno, appartenente alla Comunità Alto Garda e Ledro. Risale al XIII secolo.

## Storia
Un documento su pergamena cita la chiesa di San Zeno nel 1264.
Nel XIV secolo venne decorata la torre campanaria con un affresco e durante il secolo seguente vennero affrescate molte altre parti dell'edificio.
Venne elevata a dignità di cappellania nel 1530 e pochi anni dopo Simone Baschenis affrescò il presbiterio con immagini sacre che in seguito andarono perdute.
All'inizio del XVII secolo la navata sinistra venne con ogni probabilità parzialmente ricostruita.
Nel 1749 divenne curazia e subito dopo iniziarono opere di ampliamento, per adeguare la chiesa alle esigenze dei fedeli, che portarono anche a interventi sul presbiterio verso la fine del secolo.
Nel XX secolo l'edificio fu oggetto di vari lavori, come la sopraelevazione della torre campanaria, il restauro generale, le nuove decorazioni e l'eliminazione del pulpito.
Poco dopo la metà del secolo vennero riportati alla luce molti affreschi che negli anni erano stati coperti.
Il terremoto che colpì l'area di Tenno e di vaste zone del Trentino meridionale nel 1976 portò molti danni alla struttura che venne restaurata l'anno successivo.